# (535991) 2015 BD519
(535991) 2015 BD519 est un objet transneptunien en résonance 2:5 avec Neptune et avec un diamètre d'environ 250 km, pourrait être une planète naine potentielle.